# Vogelwijk (Leiden)
Vogelwijk is een woonbuurt in de Nederlandse stad Leiden, die deel uitmaakt van de wijk Boerhaavedistrict.